# 4222 Nancita
4222 Nancita este un asteroid din centura principală, descoperit pe 13 martie 1988 de Eleanor Helin.